# Gran Premi de França del 1957
Resultats del Gran Premi de França de Fórmula 1 de la temporada 1957, disputat al circuit de Rouen-Les-Essarts el 7 de juliol del 1957.

## Resultats
| Pos | No | Pilot                        | Equip           | Voltes | Temps/ Retirada | Pos. de sortida | Punts |
| --- | -- | ---------------------------- | --------------- | ------ | --------------- | --------------- | ----- |
| 1   | 2  | Juan Manuel Fangio           | Maserati        | 77     | 3h 07' 46. 4    | 1               | 8     |
| 2   | 10 | Luigi Musso                  | Ferrari         | 77     | + 50.8 s        | 3               | 7     |
| 3   | 12 | Peter Collins                | Ferrari         | 77     | + 2' 06.0 min.  | 5               | 4     |
| 4   | 14 | Mike Hawthorn                | Ferrari         | 76     | + 1 Volta       | 7               | 3     |
| 5   | 6  | Harry Schell                 | Maserati        | 70     | + 7 Voltes      | 4               | 2     |
| 6   | 4  | Jean Behra                   | Maserati        | 69     | + 8 Voltes      | 2               |       |
| 7   | 24 | Mike MacDowel · Jack Brabham | Cooper - Climax | 68     | + 9 Voltes      | 15              |       |
| Ret | 8  | Carlos Menditéguy            | Maserati        | 30     | Motor           | 9               |       |
| Ret | 18 | Stuart Lewis-Evans           | Vanwall         | 30     | Direcció        | 10              |       |
| Ret | 20 | Roy Salvadori                | Vanwall         | 25     | Motor           | 6               |       |
| Ret | 28 | Herbert MacKay-Fraser        | BRM             | 24     | Transmissió     | 12              |       |
| Ret | 16 | Maurice Trintignant          | Ferrari         | 23     | Part elèctrica  | 8               |       |
| Ret | 22 | Jack Brabham                 | Cooper - Climax | 4      | Accident        | 13              |       |
| Ret | 30 | Horace Gould                 | Maserati        | 4      | Palier          | 14              |       |
| Ret | 26 | Ron Flockhart                | BRM             | 2      | Accident        | 11              |       |

## Altres
- Pole: Juan Manuel Fangio 2' 21. 5

- Volta ràpida: Luigi Musso 2' 22. 4 (a la volta 65)